# Комсомольское (Балаковский район)
Комсомольское (нем. Neu-Zürich) — село в Балаковском районе Саратовской области, в составе Быково-Отрогского муниципального образования.

## История
Основано как лютеранское село на арендованной земле в 1872 году. До 1917 года — в составе Каменско-Сарминской, затем Каменской волостей Николаевского уезда Самарской губернии.
В голод 1921 года родился 21 человек, умерли — 22 человека. По состоянию на 1926 год в селе имелись сельсовет, начальная школа. В 1930 году передано в состав Фёдоровского кантона АССР немцев Поволжья, в 1935 году включено в состав Гнаденфлюрского кантона.

В 1941 году на основании Указа Президиума ВС СССР от 28 августа 1941 года о переселении немцев, проживающих в районах Поволжья, немецкое население было депортировано, село включено в состав Саратовской области. В 1942 году указом Президиума Верховного Совета РСФСР  Ней-Цюрихский сельский совет Первомайского района Саратовской области был переименован в Комсомольский.

## Физико-географическая характеристика
Село находится в Низком Заволжье, в пределах Сыртовой равнины, относящейся к Восточно-Европейской равнине, на левом берегу реки Миусс, на высоте 94 метра над уровнем моря. Почвы — чернозёмы солонцеватые. Почвообразующие породы — глины и суглинки.
По автомобильным дорогам расстояние до административного центра сельского поселения села Быков Отрог — 64 км, до районного центра города Балаково составляет 75 км, до областного центра города Саратова — 200 км.
Часовой пояс
Комсомольское, как и вся Саратовская область, находится в часовой зоне МСК+1. Смещение применяемого времени относительно UTC составляет +4:00.

## Население
Динамика численности населения
| 1889 | 1897 | 1910 | 1920 | 1922 | 1926 | 1931 |
| ---- | ---- | ---- | ---- | ---- | ---- | ---- |
| 148  | 184  | 184  | 314  | 272  | 208  | 229  |

В 1931 году немцы составляли 96,5 % населения села.
| 2002 | 2010 |
| ---- | ---- |
| 247  | ↘183 |